# Tears are not enough (ABC)
Tears are not enough was de eerste single van de newwavegroep ABC. Hij werd uitgebracht op 16 oktober 1981 in twee formaten (als 7" en 12" grammofoonplaat). De twee single-versies van het lied zijn beide verschillend van de versie op hun eerste album The lexicon of love. Tears are not enough werd oorspronkelijk geproduceerd door Steve Brown. Voor het album werd het lied opnieuw opgenomen. De single piekte op plaats 19 op de UK Singles Chart. In de Verenigde Staten werd Tears are not enough uitgebracht als de B-kant van de single Poison arrow.